# Nad Hutí
Nad Hutí je přírodní rezervace poblíž obcí Bělá nad Radbuzou a Rybník na k. ú. Mostek u Rybníka a Pleš v okrese Domažlice. Oblast spravuje AOPK ČR Správa CHKO Český les. Předmětem ochrany je fragment autochtonních bučin pohraničních hvozdů Českého lesa, které jsou významným prvkem regionálního územního systému ekologické stability a ochrany typických rostlinných a živočišných společenstev vázaných na přirozené horské lesy.
Své jméno dostala rezervace podle nedaleké, zaniklé sklářské osady Jánské Hutě.

## Přírodní poměry
Chráněné území se nachází na území CHKO Český les v geomorfologickém celku Český les v jeho podcelku Čerchovský les.
Rozkládá se v geologické oblasti moldanubika. Horninové podloží tvoří metamorfované horniny pararuly až migmatity.

### Flora a fauna
Celé území rezervace je porostlé lesem, ve kterém převládají acidofilní bučiny, které tvoří 50 % zastoupení skladby lesa se sporadicky vyvinutým bylinným patrem a z 35 % suťový les zastoupený javorem klenem (Acer pseudoplatanus ), jasanem ztepilým (Fraxinus excelsior) a především bukem lesním (Fagus sylvatica). V podrostu suťového lesa převažuje měsíčnice vytrvalá (Lunaria rediviva). Semenáčky buku i javoru jsou hojně zastoupeny v podrostu, což svědčí o dobré fruktifikaci porostu hlavního stromového patra.
Z ohrožených druhů rostlin zde roste árón plamatý (Arum maculatu), z rostlin vyžadujících pozornost dymnivka bobovitá (Corydalis intermedia) a rozrazil horský (Veronica montana). Na původní listnaté lesy jsou vázány některé vzácné druhy mechorostů a hub.
Ze zoologického hlediska nebylo území dosud systematicky zkoumáno. Informace o výskytu zvláště chráněných druhů např. lejska malého (Ficedula parva) a holuba doupňáka (Columba oenas) pochází pouze z pozorování během kontrolních návštěv rezervace, nebo ústních sdělení zaměstnanců lesní správy.